# Chouette à collier
Pulsatrix melanota
Espèce
Statut de conservation UICN

 LC  : Préoccupation mineure
Statut CITES
La Chouette à collier (Pulsatrix melanota)  est une espèce d'oiseaux appartenant à la famille des strigidés.

## Sous-espèces
D'après la classification de référence (version 14.1, 2024) de l'Union internationale des ornithologues, la Chouette à collier possède 2 sous-espèces (ordre philogénique) :
- Pulsatrix melanota melanota (Tschudi, 1844) ;
- Pulsatrix melanota philoscia Todd, 1947.